# Am Schiffbleek 4a (Quedlinburg)

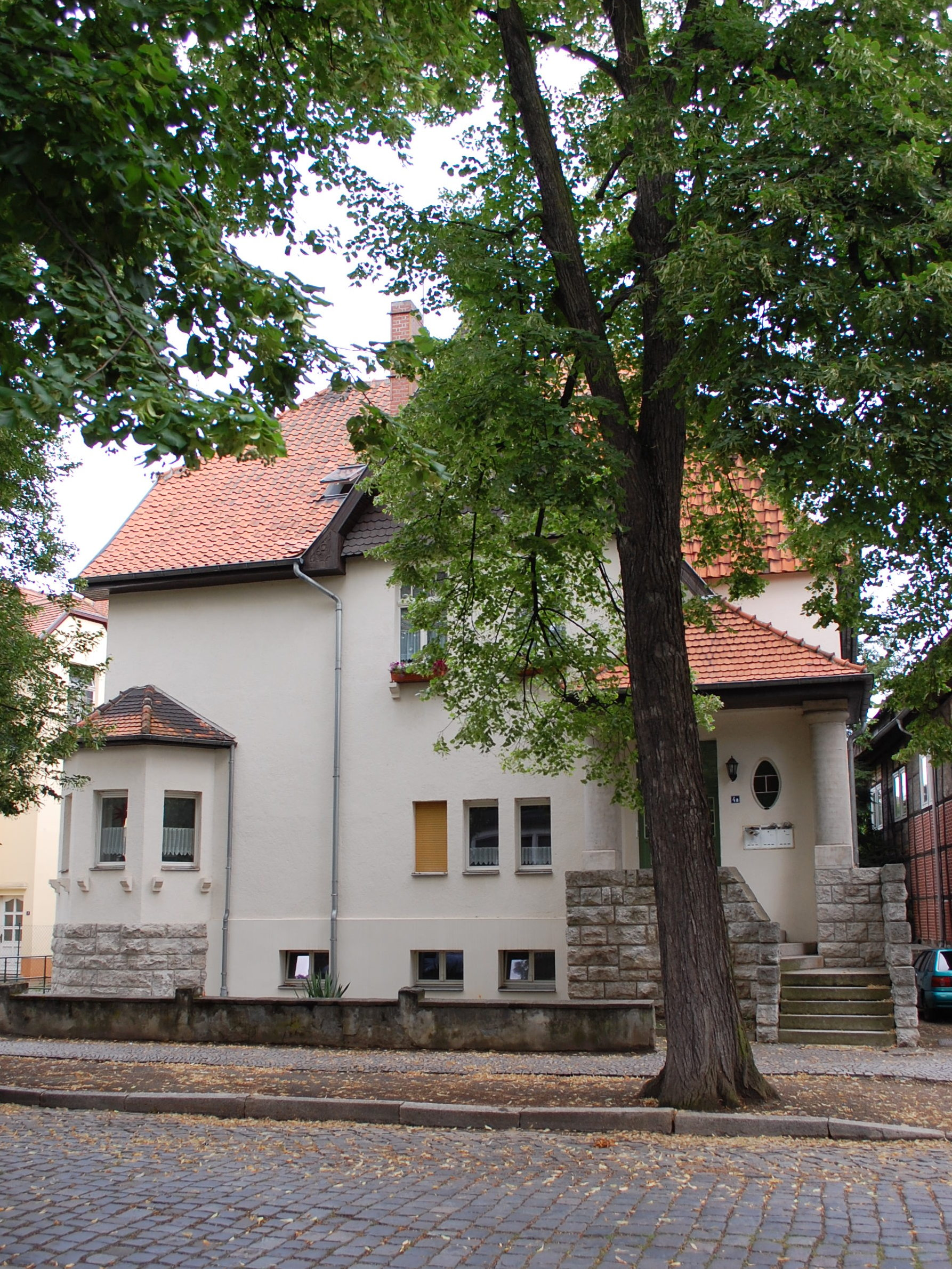
Villa Am Schiffbleek 4a

Das Haus Am Schiffbleek 4a ist ein denkmalgeschütztes Gebäude in der Stadt Quedlinburg in Sachsen-Anhalt.
Die Villa befindet sich südlich der historischen Quedlinburger Altstadt. Sie ist im Quedlinburger Denkmalverzeichnis eingetragen.

## Architektur und Geschichte
Die Villa entstand im Jahr 1913 nach Plänen von Hermann Wellmann. Der zweigeschossige verputzte Bau ist im Heimatstil gestaltet. Die Fassade ist nur sparsam gestaltet. Das Portal ist durch Säulen und einen Giebel betont.
Die Grundstückseinfriedung durch Bohlenfelder entstand in den 1930er Jahren.